# NST Lappeenranta
NST Lappeenranta ist ein finnischer Unihockeyverein aus Lappeenranta, welcher 1994 gegründet wurde. Er hat sowohl eine Herren, wie auch eine Damenmannschaft.
Die Damen spielen in der höchsten finnischen Liga, während die Herren seit der Saison 2016/17 in der zweithöchsten finnischen Liga spielen.

## Geschichte
Der Verein wurde am 25. Mai 1994 in der finnischen Ortschaft Lappeenranta gegründet. Erster Präsident des Vereins wurde Tuomo Sinkko.
1996 wurden die beiden Vereine Sammonlahden Pojat (SaMPO) und Sammonlahden Bandy (Samba) ebenfalls in den NST Lappeenranta integriert.

### Damen
Die Damen konnten 2006 erstmal die Naisten Salibandyliiga gewinnen, nachdem sie zuvor den dritten Rang erreicht hatten. 2007 erreichten sie den zweiten Schlussrang. Zwischen 2008 und 2010 landete NST jeweils auf dem dritten Rang. 2011 konnten sie sich den zweiten Rang sichern. 2012 folgte die fünfte Bronzemedaille.
Anschließend folgte eine zweijährige Durststrecke ohne Titel. 2015 konnten sie zum sechsten Mal den dritten Platz sichern. 10 Jahre nach ihrem ersten Titel in der Naisten Salibandyliiga gelang den Damen der Titelgewinn mit einem 3:2-Sieg über den SC Classic in der Hartwall Arena vor 6'631Zuschauern erneut. Dabei wurde der Final erstmal als Superfinal ausgetragen.
2016/17 schlossen die Damen die Qualifikation auf dem siebten Rang ab. In den Playoffs treffen sie somit auf SB-Pro Nurmijärvi.

### Herren
Im Vergleich zu den Damen sind die Herren nicht so konstant in deren Saisons. In den letzten Jahren konnte sich NST jeweils maximal drei Jahre in der höchsten Liga halten, bevor der Abstieg in die zweithöchste Liga folgte.
2007/08 erreichten die Mannschaft den achten Rang, welcher zu den Playoffs berechtigte. In den Playoffs schieden sie aber am Sieger der regulären Saison EraViikingit in der Serie mit 3:1 aus. Eine Saison später konnten sie sich nicht für die Playoffs qualifizieren und erreichten den 10. Schlussrang.
Während der Saison 2009/10 konnte die Mannschaft lediglich 12 Punkte und stieg als letzter direkt in die zweithöchste Liga Finnlands ab. Nach einer Saison in der zweithöchsten Liga stieg die Mannschaft zur Saison 2011/12 wieder in die Salibandyliiga auf.
Nach dem Wiederaufstieg befand sich die Mannschaft am Ende der Saison auf dem 12. Schlussrang. In der Relegation setzten sie sich gegen die Westend Indians aus Espoo durch.
2012/13 konnte sich NST zum zweiten Mal für die Playoffs qualifizieren. Sie scheiterten allerdings in der ersten Runde am Qualifikationssieger Happee Ry. 2013/14 gelang ihnen die Qualifikation für die Playoffs erneut. Allerdings scheiterten sie, wie schon in der Saison 2007/08, an EraViikingit. Die Saison 2014/15 beendet NST Lappeenranta auf dem 10. Rang, welcher den direkten Verbleib in der Liga ermöglicht. 2015/16 konnte die Mannschaft nicht an die Leistungen aus den Vorsaisons anknüpfen und schloss die Qualifikation mit mageren 10 Punkten auf dem letzten Rang ab, was den direkten Abstieg in die zweithöchste Liga bedeutet. Lappeenranta hätte lediglich ein Punkt mehr benötigt, um an SalBa vorbeizuziehen und in die Play-outs zu kommen. Somit stieg der Verein erneut in die zweithöchste Liga ab.
In der zweithöchsten Liga hatte NST Lappeenranta Schwierigkeiten mitzuhalten, da zahlreiche Spieler nach dem Abstieg den Verein verließen. Sie schlossen die Saison in der Divari auf dem 13. Rang, gleichbedeutend mit den Play-outs, ab. In den Play-outs konnte sich Lappeenranta gegen LeBa SB in der Best-of-Three-Serie durchsetzen.